# Elena (Bulgaria)
Elena (in bulgaro Елена?) è un paese di 4.237 abitanti della Bulgaria situato al centro della catena montuosa di Stara Planina, a 42 km a sud-est di Veliko Tărnovo, nella regione di Veliko Tărnovo. È la stazione terminale della linea ferroviaria Gorna Orjahovica - Elena.